# Counsel on De Fence
Counsel on De Fence è un cortometraggio statunitense del 1934, diretto da Arthur Ripley, con Harry Langdon. 

## Trama
Darrow lavora in uno studio legale incaricato della difesa di "Tony" Drake, accusata di avere ucciso il marito avvelenandolo.
Quando si giunge al processo, il titolare dello studio legale, peraltro amante di Tony, è impossibilitato ad intervenirvi in quanto degente all'ospedale. Tocca quindi a Darrow prendere le difese dell'accusata.
Risuscirà a scagionarla grazie ad un'arringa spettacolare, durante la quale berrà un'intera bottiglia di veleno.